# Cláudia Gadelha
Ana Cláudia Dantas Gadelha (Mossoró, 7 de dezembro de 1988) é uma lutadora brasileira de artes marciais mistas, que compete no peso-palha do Ultimate Fighting Championship. Ela treinou na academia Nova União, com o ex-campeão Peso Pena do UFC José Aldo, o ex-campeão Peso Galo do Bellator Eduardo Dantas, o ex-campeão Peso Galo do UFC Renan Barão e outros lutadores notáveis. Atualmente está classificada como #8 do Ranking Peso Palha Feminino do UFC.

## Carreira no MMA
Claudinha fez sua estreia profissional no MMA em 5 de junho de 2008 no Force Fighting Championship 1 contra Elaine Leite. Venceu por finalização em 17 segundos. Ela venceu também suas seis lutas seguintes e se manteve invicta com o recorde de 7-0.
Em 20 de abril de 2012, Claudinha fez sua estreia no Canadá contra Valérie Létourneau no Wreck MMA: Road to Glory. Ela venceu a luta por decisão dividida.
Claudinha conseguiu sua primeira vitória por nocaute técnico em 21 de setembro de 2012 quando derrotou Adriana Vieira no Shooto Brazil 34.

### Invicta Fighting Championships
Ela deveria fazer sua estréia no Invicta FC no Invicta FC 4 contra Carla Esparza pelo Cinturão Peso Palha Inaugural do Invicta, mas quebrou o nariz e não pode lutar, sendo substituída por Bec Hyatt.
Após se recuperar da lesão, Claudinha derrotou Hérica Tibúrcio em 11 de maio de 2013 no Max Sport 13.2 no Brasil.
Ela então fez sua estreia no Invicta FC no Invicta FC 6, substituindo a campeã lesionada Carla Esparza, contra a também invicta Ayaka Hamasaki. Apesar de ter perdido um ponto no primeiro round por uma joelhada ilegal, ela derrotou Hamasaki por nocaute técnico no terceiro round,  e ganhou a chance de disputar o Título dos Palhas contra Esparza.

### Ultimate Fighting Championship
Em 11 de dezembro de 2013, o UFC anunciou a contratação de Claudia o outras dez lutadoras do Peso Palha do Invicta FC para competir no The Ultimate Fighter 20 para coroar a primeira campeã da categoria. Em abril de 2014, foi anunciado que ela não participaria do reality show, mas havia assinado um contrato direto com o UFC. Claudia fez sua estreia contra Tina Lahdemaki em 16 de julho de 2014 no UFC Fight Night: Cerrone vs. Miller, quando venceu por decisão unânime (30-26, 30-27 e 30-27).
Claudinha enfrentou a polonesa Joanna Jedrzejczyk no UFC on Fox: dos Santos vs. Miocic no dia 13 de dezembro de 2014. Ela foi derrotada por decisão dividida em uma luta muito equilibrada. Foi a sua primeira derrota no MMA. Analisando a luta, alguns especialistas acharam que Claudia venceu o combate com a polaca. 
Ela deveria enfrentar Aisling Daly em 11 de Abril de 2015 no UFC Fight Night: Gonzaga vs. Cro Cop 2, mas uma lesão nas costas a tirou da luta. 
Ela venceu a ex-campeã do WSOF Jessica Aguilar em 1 de Agosto de 2015 no UFC 190 por decisão unânime.

#### Disputa de Cinturão e nova derrota para Joanna
Claudia enfrentou sua maior rival, Joanna Jedrzejczyk, numa revanche valendo o cinturão no The Ultimate Fighter 23 Finale no dia 8 de julho de 2016. Claudia perdeu novamente, dessa vez por decisão unânime (48-46, 48-45, 48-46). 

TUF 23 Finale

### Aposentadoria
Em 17 de dezembro de 2021, foi noticiado que Cadelha anunciou sua aposentadoria de competir no MMA profissionalmente.

## Campeonatos e realizações
- Campeã Mundial de Jiu-Jítsu Brasileiro (três vezes)
- Campeã do Rio Open Internacional de Jiu-Jítsu Brasileiro (quatro vezes)
- Campeã Nacional de Jiu-Jítsu Brasileiro (sete vezes)

## Cartel no MMA
| Cartel no MMA   |             |            |
| 23 lutas        | 18 vitórias | 5 derrotas |
| Por nocaute     | 2           | 0          |
| Por finalização | 7           | 0          |
| Por decisão     | 9           | 5          |

| Res.    | Cartel | Oponente              | Método                       | Evento                                 | Data       | Round | Tempo | Local                     | Notas                                                    |
| ------- | ------ | --------------------- | ---------------------------- | -------------------------------------- | ---------- | ----- | ----- | ------------------------- | -------------------------------------------------------- |
| Derrota | 18-5   | Yan Xiaonan           | Decisão (unânime)            | UFC Fight Night: Santos vs. Teixeira   | 07/11/2020 | 3     | 5:00  | Las Vegas, Nevada         |                                                          |
| Vitória | 18-4   | Angela Hill           | Decisão (dividida)           | UFC on ESPN: Overeem vs. Harris        | 16/05/2020 | 3     | 5:00  | Jacksonville, Flórida     |                                                          |
| Vitória | 17-4   | Randa Markos          | Decisão (unânime)            | UFC 239: Jones vs. Santos              | 06/07/2019 | 3     | 5:00  | Las Vegas, Nevada         |                                                          |
| Derrota | 16-4   | Nina Ansaroff         | Decisão (unânime)            | UFC 231: Holloway vs. Ortega           | 08/12/2018 | 3     | 5:00  | Toronto, Ontario          |                                                          |
| Vitória | 16-3   | Carla Esparza         | Decisão (dividida)           | UFC 225: Whittaker vs. Romero II       | 09/06/2018 | 3     | 5:00  | Chicago, Illinois         |                                                          |
| Derrota | 15-3   | Jéssica Andrade       | Decisão (unânime)            | UFC Fight Night: Saint Preux vs. Okami | 23/09/2017 | 3     | 5:00  | Saitama                   | Luta da Noite.                                           |
| Vitória | 15-2   | Karolina Kowalkiewicz | Finalização (mata leão)      | UFC 212: Aldo vs. Holloway             | 03/06/2017 | 1     | 3:03  | Rio de Janeiro            | Performance da Noite.                                    |
| Vitória | 14-2   | Cortney Casey         | Decisão (unânime)            | UFC Fight Night: Nogueira vs. Bader II | 19/11/2016 | 3     | 5:00  | São Paulo                 |                                                          |
| Derrota | 13-2   | Joanna Jedrzejczyk    | Decisão (unânime)            | The Ultimate Fighter 23 Finale         | 08/07/2016 | 5     | 5:00  | Las Vegas, Nevada         | Pelo Cinturão Peso Palha Feminino do UFC; Luta da Noite. |
| Vitória | 13-1   | Jessica Aguilar       | Decisão (unânime)            | UFC 190: Rousey vs. Correia            | 01/08/2015 | 3     | 5:00  | Rio de Janeiro            | Pela vaga de desafiante n°1.                             |
| Derrota | 12-1   | Joanna Jedrzejczyk    | Decisão (dividida)           | UFC on Fox: dos Santos vs. Miocic      | 13/12/2014 | 3     | 5:00  | Phoenix, Arizona          |                                                          |
| Vitória | 12-0   | Tina Lahdemaki        | Decisão (unânime)            | UFC Fight Night: Cerrone vs. Miller    | 16/07/2014 | 3     | 5:00  | Atlantic City, New Jersey | Estréia no UFC.                                          |
| Vitória | 11-0   | Ayaka Hamasaki        | Nocaute Técnico (socos)      | Invicta FC 6: Coenen vs. Cyborg        | 13/07/2013 | 3     | 3:58  | Kansas City, Missouri     | Estréia no Invicta FC; Pela vaga de desafiante n°1.      |
| Vitória | 10-0   | Hérica Tibúrcio       | Decisão (unânime)            | Max Sport 13.2                         | 11/05/2013 | 3     | 5:00  | São Paulo                 | Peso Casado (121 lbs).                                   |
| Vitória | 9-0    | Adriana Vieira        | Nocaute Técnico (socos)      | Shooto Brazil 34                       | 21/09/2012 | 1     | 1:35  | Brasília                  | Luta nos Moscas.                                         |
| Vitória | 8-0    | Valérie Létourneau    | Decisão (dividida)           | Wreck MMA: Road to Glory               | 20/04/2012 | 3     | 5:00  | Gatineau, Quebec          | Peso Casado (130 lbs).                                   |
| Vitória | 7-0    | Kalindra Faria        | Finalização (chave de braço) | Hard Fight Championship                | 25/09/2010 | 1     | 1:10  | Piracicaba                |                                                          |
| Vitória | 6-0    | Alessandra Silva      | Finalização (chave de braço) | Expo Fighting Championship: Day Two    | 22/08/2010 | 1     | N/A   | Sorocaba                  |                                                          |
| Vitória | 5-0    | Ariane Monteiro       | Finalização (mata leão)      | Itu Fight Championship                 | 04/06/2010 | 1     | 2:08  | Itu                       |                                                          |
| Vitória | 4-0    | Davina Maciel         | Finalização (chave de braço) | Vision Fight 1                         | 20/12/2009 | 1     | 1:26  | Boa Vista                 |                                                          |
| Vitória | 3-0    | Aline Nery            | Decisão (unânime)            | Shooto Brazil 14                       | 28/11/2009 | 3     | 5:00  | Rio de Janeiro            |                                                          |
| Vitória | 2-0    | Juliana de Sousa      | Finalização (chave de braço) | Watch Out Combat Show 4                | 25/06/2009 | 1     | 1:29  | Rio de Janeiro            |                                                          |
| Vitória | 1-0    | Elaine Leite          | Finalização (chave de braço) | Force Fighting Championship 1          | 05/06/2008 | 1     | 0:17  | Aparecida                 |                                                          |

## Filmografia
| Ano  | Título                     | Papel        | Notas        |
| ---- | -------------------------- | ------------ | ------------ |
| 2022 | A Ponte: The Bridge Brasil | Participante | Original Max |